# Dolneni
Dolneni (in macedone Долнени?, in albanese Dollnenit) è un comune situato nel centro della Macedonia di 13 568 abitanti (dati 2021).

## Geografia fisica
Il comune confina con il comune di Čaška a nord-est, con Prilep a sud-est, con Krivogaštani a sud, Kruševo a sud-ovest e con il comune di Makedonski Brod a nord-ovest. Dolneni è anche il nome della località dove ha sede il municipio.

## Società

### Evoluzione demografica
In base al censimento del 2002 il comune ha 13 568 abitanti così divisi dal punto di vista etnico:
- Macedoni = 4 008
- Albanesi = 3 845
- Turchi = 2 597
- Bosniaci = 2 380

## Località
Il comune è formato dall'insieme delle seguenti località:
- Dolneni (sede comunale)
- Žabjani
- Belo Pole
- Brailovo
- Crnilište
- Dabjani
- Debrešte
- Desovo
- Dolgaec
- Drenovci
- Dupjačani
- G. Selo
- Gostiražni
- Košino
- Kostinci
- Kutleševo
- Lažani
- Malo Mramorani
- Margari
- Nebregovo
- Novoselani
- Peštalevo
- Rilevo
- Ropotovo
- Sarandinovo
- Sekirici
- Senokos
- Slepče
- Slivle
- Sredorek
- Strovija
- Vranče
- Zabrčani
- Zapolžani
- Zrze
- Žitoše
- Lokveni
- Podvis